# Diluyente reactivo

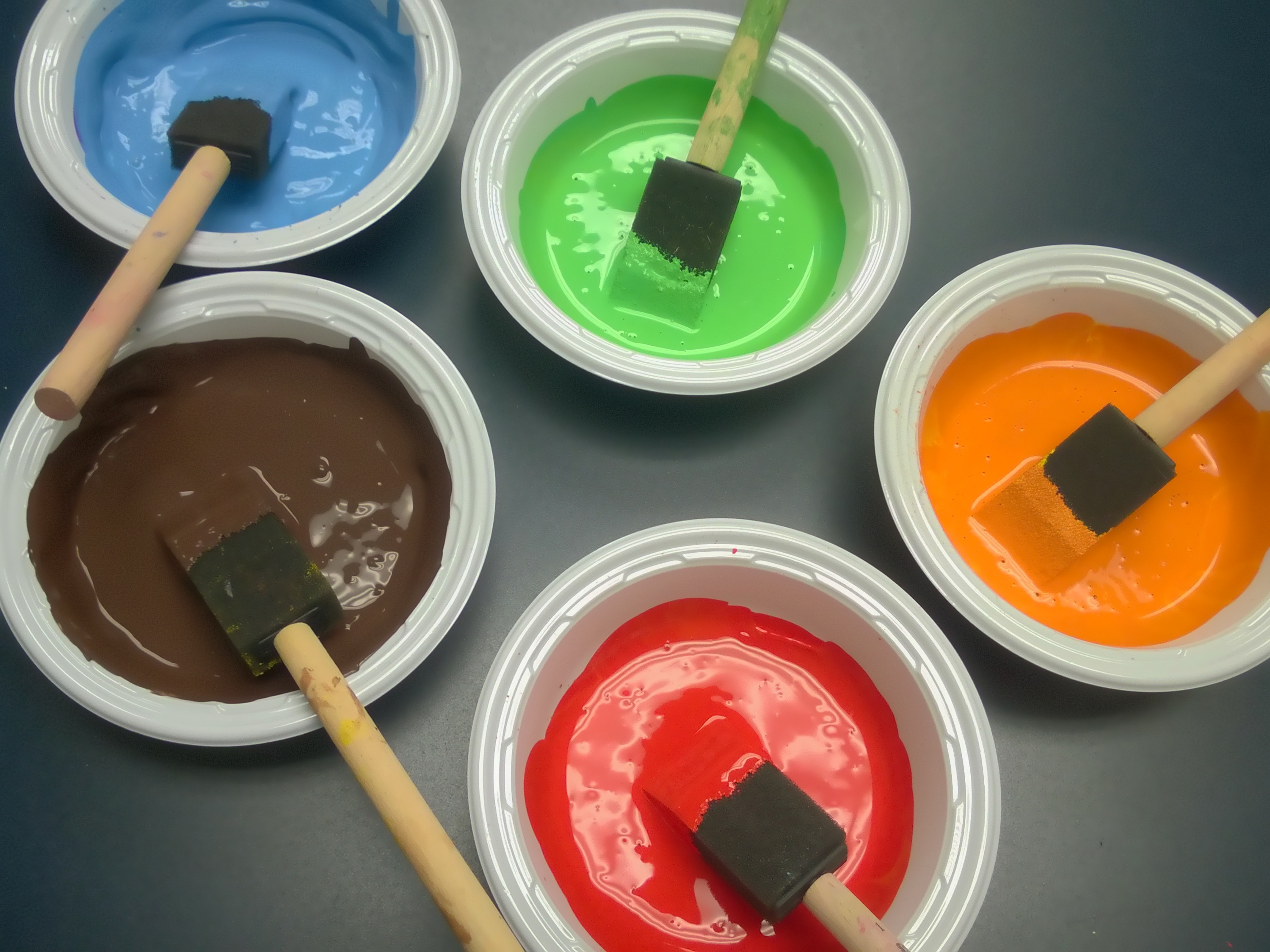
Pinturas en las que se podría utilizar un diluyente reactivo.

Los diluyentes reactivos son sustancias que reducen la viscosidad de una laca o resina para su procesamiento y pasan a formar parte de la laca o recubrimiento durante su posterior curado mediante copolimerización. Un diluyente no reactivo sería un solvente o plastificante.
Los diluyentes (o thinners) se añaden generalmente a las lacas u otras resinas para reducir su viscosidad y reología. En las lacas curadas térmicamente, dichos diluyentes añadidos son sustancias volátiles que se evaporan de la laca durante el secado. En el caso de lacas curadas por radiación (por ejemplo lacas UV) se deben evitar dichos diluyentes. La adición de diluyentes reactivos facilita el procesamiento de las lacas, permite la adición de más cargas y mejora el comportamiento de humectación sobre el sustrato.  Si se sustituyen los diluyentes volátiles por diluyentes reactivos, se pueden mejorar la inflamabilidad, el olor, la irritación de la piel y la compatibilidad ambiental (mediante emisiones de COV menores o nulas). 

## Elección del diluyente reactivo
Dado que los diluyentes reactivos se incorporan a una laca o resina y permanecen en ella, influyen no solo en la viscosidad de la laca sin curar, sino también en sus propiedades físicas después del curado.  Por tanto, la elección del diluyente reactivo influye en:
- La adherencia de la laca al sustrato.
- La compatibilidad con el aglutinante.
- La química de la resina (por ejemplo, una resina epoxi utilizaría un diluyente reactivo epoxi). [4]
- La flexibilidad de la capa curada.
- La volatilidad.
- La compatibilidad medioambiental. [5]

Los diluyentes reactivos utilizados son monómeros u oligómeros monofuncional, bifuncionales o polifuncionales de baja viscosidad. En general, se combinan varios monómeros diferentes para que un monómero pueda compensar las propiedades no deseadas de otro monómero. Los monómeros monofuncionales ofrecen una baja viscosidad, pero son bastante volátiles y tienden a oler. A medida que aumenta el número de grupos funcionales de un monómero, su volatilidad disminuye mientras que la viscosidad y la reticulación del barniz final aumentan. 
El estireno y los acrilatos se utilizan con frecuencia como diluyentes reactivos. Los epóxidos utilizan diluyentes reactivos con funcionalidad oxirano.